# Maldonne au Festival de Cannes
Maldonne au Festival de Cannes est un roman policier de Alice Quinn, publié en 2020 chez Alliage association. Il constitue le cinquième et dernier tome de la série Au pays de Rosie Maldonne.

## Résumé
Rosie est dans la dèche et elle soupire après l'âme sœur sur des sites de rencontre. Grâce aux Gilets jaunes, elle offre des croissants à ses enfants. Un acteur l'engage alors comme BodyGuard. Sur le célèbre tapis rouge du Festival de Cannes, elle fait le buzz en Superwoman. Pourquoi ce type a-t-il besoin d'un garde du corps ? Pourquoi la productrice du film ne la lâche plus d'une semelle ? Qui sont les sponsors de ce film en compétition pour la Palme d'Or ? Qui est ce mystérieux amoureux virtuel qui semble si bien la connaître ? Dans ce dernier opus de « Au pays de Rosie Maldonne », Rosie règle les problèmes existentiels de sa vie amoureuse, familiale et professionnelle.

## Contexte de la publication
L'auteure ayant publié son roman en pleine crise sanitaire liée à l'épidémie du Covid-19 a décidé d'en offrir une version audio, sous forme de feuilleton quotidien, le temps du confinement.

## Édition
1. Maldonne au Festival de Cannes (2020). Cannes : Alliage association, 02/2020, 416 p.  (ISBN 979-10-359-3205-3)